# اوتاشینای، هوکایدو
اوتاشینای در استان هوکایدو در کشور ژاپن واقع شده‌است که دارای جمعیت ۴٬۹۸۸ نفر و مساحت ۵۵٫۹۹ کیلومتر مربع با تراکم جمعیت ۸۹٫۱ نفر در کیلومترمربع است و در تاریخ ۱ ژوئیه ۱۹۵۸ به عنوان شهر شناخته شد.